# Klikař Charlie
Klikař Charlie (v anglickém originále Good Luck Chuck) je americký romantický film z roku 2007. Režisérem filmu je Mark Helfrich. Hlavní role ve filmu ztvárnili Dane Cook, Jessica Alba, Dan Fogler, Chelan Simmons a Lonny Ross.

## Obsazení
| Dane Cook       | Charles Logan    |
| Jessica Alba    | Cam Wexler       |
| Dan Fogler      | Stuart Klaminsky |
| Chelan Simmons  | Carol            |
| Lonny Ross      | Joe Wexler       |
| Connor Price    | mladý Charles    |
| Troy Gentile    | mladý Stuart     |
| Ellia English   | Reba             |
| Jodelle Ferland | Lila Carpenter   |